# Roberto Arlt
Roberto Arlt (ur. 2 kwietnia 1900 w Buenos Aires, zm. 26 lipca 1942 tamże) – argentyński pisarz, nowelista, autor powieści i sztuk teatralnych, dziennikarz.

## Życiorys
Jego rodzice byli imigrantami - ojciec Niemcem, matka pochodziła z Triestu. Arlt bardzo wcześnie, jeszcze przed dziesiątymi urodzinami, porzucił szkołę i większość czasu spędzał na ulicach rodzinnego miasta. Pracował w wielu zawodach (sprzedawca, robotnik portowy i budowlany, mechanik) i dogłębnie poznał biedniejsze części (a także ich język - lunfardo) Buenos Aires, co później znalazło odzwierciedlenie w jego twórczości. Pierwszy swój utwór, powieść El diario de un morfinómano, opublikował jako dwudziestolatek. Pod koniec lat 20. XX wieku został publicystą w El Mundo. Zmarł na atak serca. 
Arlt, będący niemal rówieśnikiem Jorge Luisa Borgesa, był przedstawicielem realistycznego nurtu w literaturze argentyńskiej. Akcja jego utworów rozgrywa się w biedniejszych dzielnicach Buenos Aires, a ich bohaterami są najczęściej ludzie z kryminalnego półświatka i spauperyzowani przedstawiciele klasy średniej. Pisarz w brutalny, nierzadko cyniczny, sposób ukazywał otaczającą go rzeczywistość, także polityczną - Astrolog, jedna z głównych postaci najgłośniejszej jego powieści Los siete locos (1929, polski tytuł Siedmiu szaleńców), posiada wiele cech klasycznego latynoskiego dyktatora. W 1931 Arlt wydał Los lanzallamas, kontynuację Siedmiu szaleńców.
Twórczość Arlta wywarła wpływ na młodszych od niego pisarzy argentyńskich, m.in. Ernesto Sábato i Manuela Puiga.